# Norman Fowler, barone Fowler
Peter Norman Fowler, barone Fowler (Chelmsford, 2 febbraio 1938) è un politico britannico.
Fece parte di tutti e tre i gabinetti di Margaret Thatcher. Più recentemente ricoprì la carica di Lord Speaker della Camera dei Lord, dal 1º settembre 2016 al 30 aprile 2021.
Dal 1979 al 1981 fu il ministro per i trasporti del governo Thatcher I. Durante il suo mandato approvò il disegno di legge di Richard Nugent, barone Nugent of Guildford, sull'obbligatorietà dell'uso delle cinture di sicurezza, che poi entrò in vigore nel 1983. Successivamente, in qualità di segretario di stato per la salute e i servizi sociali (1981-1987), richiamò l'attenzione pubblica riguardo ai pericoli dell'AIDS. Infine ricoprì il ruolo di segretario di stato per l'occupazione dal 1987 fino alle sue dimissioni nel 1990. Nello stesso anno fu insignito del Knight Bachelor.
Durante il governo di John Major, tra il 1992 e il 1994, ricoprì la carica di presidente del Partito Conservatore. Nel 2001 entrò a far parte della paria a vita. Il 25 febbraio 2021 annunciò che ad aprile si sarebbe dimesso da Lord Speaker per occuparsi della campagna di sensibilizzazione sull'AIDS.